# Élections législatives de 1986 dans les Hautes-Alpes
Les élections législatives françaises de 1986 ont lieu le 16 mars 1986. Dans le département des Hautes-Alpes, deux députés sont à élire dans le cadre d'un scrutin proportionnel par liste départementale à un seul tour.

## Élus
| Député élu             |  | Parti     |
| ---------------------- |  | --------- |
| Daniel Chevallier      |  | PS        |
| Pierre Bernard-Reymond |  | UDF (CDS) |

## Listes en présence

### Extrême gauche (MPPT)
| N° | Candidats         | Parti | Parti | Principales fonctions |
| -- | ----------------- | ----- | ----- | --------------------- |
| 01 | Gérard Florenson  |       | MPPT  | Rédacteur à l'ONIC    |
| 02 | Henri Giroux      |       | MPPT  | Employé de banque     |
|    |                   |       |       |                       |
| 03 | Olivier Rougon    |       | MPPT  | Agent EDF             |
| 04 | Brigitte Martinet |       | MPPT  | Agent des impôts      |

### Écologiste
| N° | Candidats          | Parti | Parti | Principales fonctions |
| -- | ------------------ | ----- | ----- | --------------------- |
| 01 | Jean-Pierre Blache |       | ECO   | Professeur            |
| 02 | Jean-Louis Gobeau  |       | ECO   | Ingénieur             |
|    |                    |       |       |                       |
| 03 | Bernard Derbez     |       | ECO   | Ingénieur             |
| 04 | Jeanne Blache      |       | ECO   | Bergère               |

### Parti communiste français
| N° | Candidats               | Parti | Parti | Principales fonctions                                         |
| -- | ----------------------- | ----- | ----- | ------------------------------------------------------------- |
| 01 | Gaston Julian           |       | PCF   | Ancien député                                                 |
| 02 | Claude Wursteisen       |       | PCF   | Directeur de centre de vacances, Abriès                       |
|    |                         |       |       |                                                               |
| 03 | Marie-Thérèse Jacquemet |       | PCF   | Conductrice de travaux de l'Équipement, Aspres-sur-Buëch      |
| 04 | Noé Trinquet            |       | PCF   | Conseiller municipal de Saint-Sauveur, ancien maire de Veynes |

### Parti socialiste
| N° | Candidats                   | Parti | Parti | Principales fonctions                                 |
| -- | --------------------------- | ----- | ----- | ----------------------------------------------------- |
| 01 | Daniel Chevallier           |       | PS    | Député sortant, maire de Veynes                       |
| 02 | Pierre-Georges Kouyoumdjian |       | PS    | Conseiller général, maire de Saint-Chaffrey           |
|    |                             |       |       |                                                       |
| 03 | Jean-Paul Reynier           |       | PS    | Conseiller général, maire de Saint-Jean-Saint-Nicolas |
| 04 | Georges Graglia             |       | PS    | Conseiller municipal de Gap                           |

### Opposition (UDF-RPR-CNIP)
| N° | Candidats              | Parti | Parti   | Principales fonctions                                                  |
| -- | ---------------------- | ----- | ------- | ---------------------------------------------------------------------- |
| 01 | Pierre Bernard-Reymond |       | UDF-CDS | Député européen, conseiller général et premier adjoint au maire de Gap |
| 02 | Patrick Ollier         |       | RPR     | Adjoint au maire de Rueil-Malmaison (Hauts-de-Seine)                   |
|    |                        |       |         |                                                                        |
| 03 | Bruno Chapuis          |       | UDF-CDS | Premier adjoint au maire d'Embrun                                      |
| 04 | Christian Maresca      |       | RPR     | Chirurgien                                                             |

### Divers droite (RPR dissident)
| N° | Candidats             | Parti | Parti           | Principales fonctions                                                                     |
| -- | --------------------- | ----- | --------------- | ----------------------------------------------------------------------------------------- |
| 01 | Georges Chabas        |       | DVD (RPR diss.) | Conseiller général, vice-président du conseil général et conseiller municipal de Briançon |
| 02 | Roger Para            |       | DVD             | Chef d'entreprise                                                                         |
|    |                       |       |                 |                                                                                           |
| 03 | Lucien Mourre-Miellou |       | DVD             | Cadre d'établissement bancaire                                                            |
| 04 | Mario Fabbian         |       | DVD (RPR diss.) | Conseiller général, vice-président du conseil général et adjoint au maire de Gap          |

### Front national
| N° | Candidats                  | Parti | Parti | Principales fonctions           |
| -- | -------------------------- | ----- | ----- | ------------------------------- |
| 01 | Suzanne Layrisse           |       | FN    | Avocate honoraire               |
| 02 | Dominique Pracherstofer    |       | FN    | Plongeur scaphandrier, Briançon |
|    |                            |       |       |                                 |
| 03 | Bernard Falques de Bezaure |       | FN    | Exploitant agricole, Sisteron   |
| 04 | Jean-Pierre Coeuret        |       | FN    | Chef magasinier, Briançon       |

## Résultats

### Résultats à l'échelle du département
| Liste Parti politique | Liste Parti politique | Tête de liste          | Tour unique | Tour unique | Sièges |
| Liste Parti politique | Liste Parti politique | Tête de liste          | Voix        | %           | Sièges |
| --------------------- | --- | ---------------------- | ----------- | ----------- | ------ |
|                       | Union de l'opposition pour l'avenir des Hautes-Alpes et le redressement de la France Union pour la démocratie française (RPR - CNIP) | Pierre Bernard-Reymond | 28 430      | 45,01       | 1      |
|                       | Pour une majorité de progrès avec le président de la République Parti socialiste                                                     | Daniel Chevallier      | 21 333      | 33,77       | 1      |
|                       | Liste présentée par le Parti communiste français Parti communiste français                                                           | Gaston Julian          | 4 360       | 6,90        | 0      |
|                       | Liste de Rassemblement national Front national                                                                                       | Suzanne Layrisse       | 4 306       | 6,82        | 0      |
|                       | Pour les Hautes-Alpes, des hommes de terrain au service des Haut-Alpins diss. Rassemblement pour la République                       | Georges Chabas         | 3 112       | 4,93        | 0      |
|                       | Liste écologiste et non violente Divers écologiste                                                                                   | Jean-Pierre Blache     | 1 338       | 2,12        | 0      |
|                       | Liste du Mouvement pour un parti des travailleurs Hautes-Alpes Extrême gauche (Mouvement pour un parti des travailleurs)             | Gérard Florenson       | 286         | 0,45        | 0      |
|                       | |                        |             |             |        |
| Inscrits              | Inscrits | Inscrits               | 80 383      | 100,00      | 2      |
| Abstentions           | Abstentions | Abstentions            | 14 947      | 18,59       |        |
| Votants               | Votants | Votants                | 65 436      | 81,41       |        |
| Blancs et nuls        | Blancs et nuls | Blancs et nuls         | 2 271       | 3,47        |        |
| Exprimés              | Exprimés | Exprimés               | 63 165      | 96,53       |        |